# Liste de bassins hydrographiques par superficie
Cet article recense les principaux bassins hydrographiques du monde, ordonnés par superficie décroissante.

## Liste des bassins versants
La liste ci-dessous recense les bassins versants océaniques, méditerranéens, fluviaux et lacustres d'une superficie supérieure à 400 000 km2. Elle inclut les bassins qui ne se déversent pas dans un océan (bassins endoréïques), mais pas ceux des mers océaniques (dont les limites sont plus conventionnelles).
Les océans drainent environ 83 % des terres émergées de la planète. Les 17 % restants sont endoréïques. Il existe des zones qui ne se drainent pas dans le sens conventionnel du terme. Dans les déserts arctiques, la majorité des chutes de neige se sublime directement dans l'air et ne fond pas, tandis que dans les déserts équatoriaux, les précipitations peuvent s'évaporer avant d'atteindre un cours d'eau substantiel. Il est cependant possible de définir des bassins topographiques en considérant un hypothétique flux à la surface du sol (ou de la calotte glaciaire) ; cette approche est utilisée ici. Par exemple, la calotte glaciaire antarctique peut être divisée en bassins et la plupart de la Libye est incluse dans le bassin de la mer Méditerranée même si presque aucune eau de son intérieur ne l'atteint.
| Bassin                 | Type                | Continent        | Déversoir           | Superficie (km²) |
| ---------------------- | ------------------- | ---------------- | ------------------- | ---------------- |
| Amazone                | Fleuve              | Amérique du Sud  | Océan Atlantique    | +06 144 727,     |
| Congo                  | Fleuve              | Afrique          | Océan Atlantique    | +03 680 000,     |
| Nil                    | Fleuve              | Afrique          | Mer Méditerranée    | +03 349 000,     |
| Mississippi            | Fleuve              | Amérique du Nord | Golfe du Mexique    | +02 981 076,     |
| Ob                     | Fleuve              | Asie             | Océan Arctique      | +02 972 497,     |
| Paraná                 | Fleuve              | Amérique du Sud  | Océan Atlantique    | +02 582 672,     |
| Ienisseï               | Fleuve              | Asie             | Océan Arctique      | +02 580 000,     |
| Lac Tchad              | Lac                 | Afrique          | —                   | +02 497 918,     |
| Léna                   | Fleuve              | Asie             | Océan Arctique      | +02 490 000,     |
| Niger                  | Fleuve              | Afrique          | Océan Atlantique    | +02 261 763,     |
| Amour                  | Fleuve              | Asie             | Océan Pacifique     | +01 855 000,     |
| Yangzi Jiang           | Fleuve              | Asie             | Océan Pacifique     | +01 808 500,     |
| Mackenzie              | Fleuve              | Amérique du Nord | Océan Arctique      | +01 805 200,     |
| Irtych                 | Affluent            | Asie             | Ob                  | +01 673 470,     |
| Madeira                | Affluent            | Amérique du Sud  | Amazone             | +01 485 218,     |
| Golfe Persique         | Mer méditerranéenne | Asie             | Océan Indien        | +01 400 000,     |
| Zambèze                | Fleuve              | Afrique          | Océan Indien        | +01 390 000,     |
| Volga                  | Fleuve              | Europe           | Mer Caspienne       | +01 380 200,     |
| Missouri               | Affluent            | Amérique du Nord | Mississippi         | +01 331 810,     |
| Lac Eyre               | Lac                 | Australie        | —                   | +01 200 000,     |
| Paraguay               | Affluent            | Amérique du Sud  | Paraná              | +01 168 540,     |
| Bassin du Tarim        | Bassin endoréïque   | Asie             | —                   | +01 152 447,     |
| Nelson                 | Fleuve              | Amérique du Nord | Baie d'Hudson       | +01 093 442,     |
| Indus                  | Fleuve              | Asie             | Océan Indien        | +01 081 733,     |
| Murray-Darling         | Fleuve              | Australie        | Océan Indien        | +01 072 000,     |
| Saint-Laurent          | Fleuve              | Amérique du Nord | Océan Atlantique    | +01 049 621,     |
| Gange                  | Fleuve              | Asie             | Océan Indien        | +01 016 104,     |
| Grand Lac des Esclaves | Lac                 | Amérique du Nord | Mackenzie           | +00976 200,      |
| Orénoque               | Fleuve              | Amérique du Sud  | Océan Atlantique    | +00953 598,      |
| Fleuve Jaune           | Fleuve              | Asie             | Océan Pacifique     | +00945 065,      |
| Orange                 | Fleuve              | Afrique          | Océan Atlantique    | +00941 421,      |
| Kasaï                  | Affluent            | Afrique          | Congo               | +00925 172,      |
| Yukon                  | Fleuve              | Amérique du Nord | Mer de Béring       | +00847 642,      |
| Mékong                 | Fleuve              | Asie             | Océan Pacifique     | +00805 627,      |
| Grands Lacs            | Lac                 | Amérique du Nord | Saint-Laurent       | +00800 114,      |
| Danube                 | Fleuve              | Europe           | Mer Noire           | +00795 686,      |
| Syr-Daria              | Fleuve              | Asie             | Mer d'Aral          | +00782 669,      |
| Tigre-Euphrate         | Fleuve              | Asie             | Golfe Persique      | +00765 831,      |
| Tocantins              | Fleuve              | Amérique du Sud  | Océan Atlantique    | +00764 183,      |
| Okavango               | Fleuve              | Afrique          | —                   | +00721 277,      |
| Rio Negro              | Affluent            | Amérique du Sud  | Amazone             | +00720 114,      |
| Colorado               | Fleuve              | Amérique du Nord | Golfe de Californie | +00703 132,      |
| Kolyma                 | Fleuve              | Asie             | Océan Arctique      | +00679 908,      |
| Columbia               | Fleuve              | Amérique du Nord | Océan Pacifique     | +00657 490,      |
| Brahmapoutre           | Fleuve              | Asie             | Océan Indien        | +00651 334,      |
| São Francisco          | Fleuve              | Amérique du Sud  | Océan Atlantique    | +00617 812,      |
| Oubangui               | Affluent            | Afrique          | Congo               | +00613 202,      |
| Río Grande             | Fleuve              | Amérique du Nord | Golfe du Mexique    | +00608 023,      |
| Lac Baïkal             | Lac                 | Asie             | Angara              | +00571 000,      |
| Chari                  | Fleuve              | Afrique          | Lac Tchad           | +00548 747,      |
| Amou-Daria             | Fleuve              | Asie             | Mer d'Aral          | +00534 764,      |
| Dniepr                 | Fleuve              | Europe           | Mer Noire           | +00531 817,      |
| Xingu                  | Affluent            | Amérique du Sud  | Amazone             | +00520 292,      |
| Lac Balkhach           | Lac                 | Asie             | —                   | +00512 010,      |
| Viliouï                | Affluent            | Asie             | Léna                | +00507 874,      |
| Kama                   | Affluent            | Europe           | Volga               | +00507 000,      |
| Jubba                  | Fleuve              | Afrique          | Océan Indien        | +00497 655,      |
| Grand Bassin           | Bassin endoréïque   | Amérique du Nord | —                   | +00492 000,      |
| Ohio                   | Affluent            | Amérique du Nord | Mississippi         | +00490 603,      |
| Tapajós                | Affluent            | Amérique du Sud  | Amazone             | +00486 792,      |
| Songhua                | Affluent            | Asie             | Amour               | +00459 745,      |
| Don                    | Fleuve              | Europe           | Mer Noire           | +00458 703,      |
| Arkansas               | Affluent            | Amérique du Nord | Mississippi         | +00435 122,      |
| Saskatchewan           | Affluent            | Amérique du Nord | Lac Winnipeg        | +00435 000,      |
| Tobol                  | Affluent            | Asie             | Irtych              | +00426 000,      |
| Limpopo                | Fleuve              | Afrique          | Océan Indien        | +00421 168,      |
| Sénégal                | Fleuve              | Afrique          | Océan Atlantique    | +00419 659,      |
| Irrawaddy              | Fleuve              | Asie             | Océan Indien        | +00413 674,      |
| Perles                 | Fleuve              | Asie             | Océan Pacifique     | +00409 458,      |
| Volta                  | Fleuve              | Afrique          | Océan Atlantique    | +00407 093,      |
| Colorado               | Fleuve              | Amérique du Sud  | Océan Atlantique    | +00402 956,      |

## Liste des milieux récepteurs
| Bassin                             | Type                | Continent   | Déversoir                  | Superficie (km²) |
| ---------------------------------- | ------------------- | ----------- | -------------------------- | ---------------- |
| Océan Atlantique                   | Océan               | multiples   | —                          | +82 400 000,     |
| Océan Arctique                     | Océan               | multiples   | —                          | +14 090 000,     |
| Océan Pacifique                    | Océan               | multiples   | —                          | +165 250 000,    |
| Océan Indien                       | Océan               | multiples   | —                          | +70 560 000,     |
| Océan Austral                      | Océan               | Antarctique | —                          | +19 736 758,     |
| Mer Méditerranée                   | Mer méditerranéenne | multiple    | Océan Atlantique           | +02 510 000,     |
| Golfe du Mexique                   | Mer méditerranéenne | multiple    | Océan Atlantique           | +01 550 000,     |
| Mer des Caraïbes                   | Mer méditerranéenne | multiple    | Océan Atlantique           | +02 640 000,     |
| Mer Baltique                       | Mer méditerranéenne | Europe      | Océan Atlantique           | +00364 800,      |
| Mer Noire                          | Mer méditerranéenne | multiples   | Mer Méditerranée           | +00436 000,      |
| Mer Caspienne                      | Lac                 | Asie/Europe | —                          | +00371 000,      |
| Mer d'Aral                         | Lac                 | Asie        | —                          | +00042 600,      |
| Mer méditerranéenne australasienne | Mer méditerranéenne | multiples   | Océans Pacifique et Indien | +01 100 000,     |
| Mer Rouge                          | Mer méditerranéenne | multiple    | Océan Indien               | +00438 000,      |